# Sheena Easton

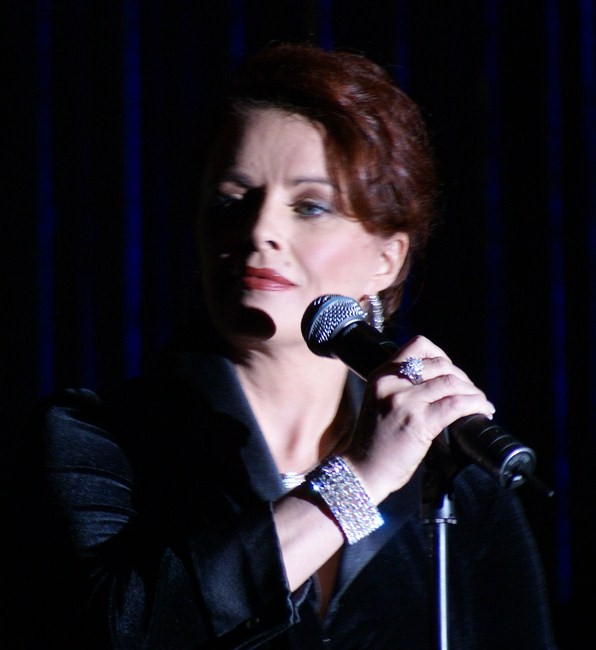
Sheena Easton (2009)

Sheena Easton (* 27. April 1959 in Bellshill, Schottland als Sheena Shirley Orr) ist eine britische Sängerin und Schauspielerin. Sie ist zweifache Grammy-Preisträgerin. Zu ihren bekanntesten Aufnahmen zählen Morning Train (9 to 5), 1981 Platz eins der US-Charts, sowie For Your Eyes Only aus dem gleichnamigen James-Bond-Film.

## Leben
Sheena Easton absolvierte die „Royal Scottish Academy of Music and Drama“. Mit der von der BBC produzierten Sendung The Big Time (Esther Rantzen) schaffte sie den Durchbruch in England. Von ihrem Vorsingen bei EMI Records existieren auf einem HMV-Easy-Sampler drei Aufnahmen (I’ve Got the Music in Me, Feelings und You Light Up My Life). Ihre erste Single, Modern Girl, wurde ein moderater Hit. Die Single 9 to 5 war 1980 ein großer Hit und blieb für zwei Wochen auf Platz 1 der US-Charts. 1981 steuerte Easton mit For Your Eyes Only das Titellied zum James-Bond-Film In tödlicher Mission (Originaltitel: For Your Eyes Only) bei.
Eastons musikalische Höhepunkte waren die Alben A Private Heaven (1984) und The Lover in Me (1988), für die Prince einige Songs komponierte. Außerdem sang sie einige Lieder mit ihm im Duett, z. B. U Got the Look (1987) und The Arms of Orion (1989). Gemeinsam komponierten beide für das 1989er Album Be Yourself von Patti LaBelle den Titel Love ’89. 1981 und 1984 wurde Easton mit je einem Grammy ausgezeichnet. 2004 wurde sie in der „Las Vegas Casino Legends Hall of Fame“ geehrt.
Musikalisch wurde es seit 2000 (Fabulous) stiller um die Sängerin. Allerdings tritt sie gelegentlich auf Gay-Pride-Veranstaltungen und Musikfestivals auf. In Deutschland ist sie vor allem durch ihre Gastrolle in Miami Vice an der Seite von Don Johnson bekannt geworden. 2008 trat sie erstmals wieder außerhalb der USA auf.
1979 heiratete sie Sandi Easton. Die Ehe hielt nur acht Monate, doch Orr behielt den Namen Sheena Easton. Seit 1992 besitzt sie die US-Staatsbürgerschaft. Easton adoptierte 1994 einen Jungen (Jake) und 1996 ein Mädchen (Skylar). Auch ihre Ehen mit Rob Light (1984), Tim Delarm (1996) und John Minoli (2003) gingen nach nur wenigen Monaten in die Brüche.
Von März 2017 bis März 2018 war sie als Dorothy Brock im Londoner West End im Musical 42nd Street zu sehen.
Anfang 2023 ging Easton mit ihrer ebenfalls in den 1980er Jahren erfolgreichen Kollegin Taylor Dayne unter dem Titel Ladies Night auf Tournee.

## Diskografie

### Alben
| Jahr | Titel                       | Höchstplatzierung, Gesamtwochen, AuszeichnungChartplatzierungen (Jahr, Titel, Platzierungen, Wochen, Auszeichnungen, Anmerkungen) | Höchstplatzierung, Gesamtwochen, AuszeichnungChartplatzierungen (Jahr, Titel, Platzierungen, Wochen, Auszeichnungen, Anmerkungen) | Höchstplatzierung, Gesamtwochen, AuszeichnungChartplatzierungen (Jahr, Titel, Platzierungen, Wochen, Auszeichnungen, Anmerkungen) | Höchstplatzierung, Gesamtwochen, AuszeichnungChartplatzierungen (Jahr, Titel, Platzierungen, Wochen, Auszeichnungen, Anmerkungen) | Höchstplatzierung, Gesamtwochen, AuszeichnungChartplatzierungen (Jahr, Titel, Platzierungen, Wochen, Auszeichnungen, Anmerkungen) | Anmerkungen                                     |
| Jahr | Titel                       | DE | AT | CH | UK | US | Anmerkungen                                     |
| ---- | --------------------------- | --- | --- | --- | --- | --- | ----------------------------------------------- |
| 1981 | Take My Time                | — | — | — | UK17 Gold · (19 Wo.)UK | — | Erstveröffentlichung: 16. Januar 1981           |
| 1981 | Sheena Easton               | — | — | — | — | US24 Gold · (38 Wo.)US | auf 10 Tracks gekürzte Version von Take My Time |
| 1982 | You Could Have Been with Me | DE52 (4 Wo.)DE | — | — | UK33 Gold · (6 Wo.)UK | US47 Gold · (53 Wo.)US |                                                 |
| 1982 | Madness, Money and Music    | — | — | — | UK44 (4 Wo.)UK | US85 (12 Wo.)US | Erstveröffentlichung: Oktober 1982              |
| 1983 | Best Kept Secret            | — | — | — | UK99 (1 Wo.)UK | US33 (38 Wo.)US |                                                 |
| 1984 | A Private Heaven            | — | — | — | — | US15 Platin · (35 Wo.)US | Erstveröffentlichung: 2. Oktober 1984           |
| 1985 | Do You                      | — | — | — | — | US40 Gold · (19 Wo.)US | Erstveröffentlichung: September 1985            |
| 1988 | The Lover in Me             | DE48 (6 Wo.)DE | — | CH19 (5 Wo.)CH | UK30 (7 Wo.)UK | US44 Gold · (26 Wo.)US | Erstveröffentlichung: 15. November 1988         |
| 1991 | What Comes Naturally        | — | — | — | — | US90 (7 Wo.)US | Erstveröffentlichung: 16. April 1991            |

grau schraffiert: keine Chartdaten aus diesem Jahr verfügbar
Weitere Alben
- 1984: Todo me recuerda a ti
- 1987: No Sound but a Heart
- 1992: Modern Girl (Live in San Diego, 1982)
- 1993: No Strings
- 1995: My Cherie
- 1997: Freedom
- 1999: Home
- 2000: Fabulous

### Kompilationen
| - 1984: Duets (Kenny Rogers mit Kim Carnes, Sheena Easton und Dottie West) - 1987: Sheena! - 1989: The Best of Sheena Easton (alternativer Titel: The Collection) - 1989: For Your Eyes Only (The Best of Sheena Easton) - 1991: Three Times a Lady – Ladies of Rock (mit Suzi Quatro und Bonnie Tyler, je 5 Tracks) - 1993: The World of Sheena Easton: The Singles Collection - 1995: Greatest Hits: 10 Best Series - 1996: The Gold Collection - 1996: The Best Of - 1997: Body & Soul | - 1998: 20 Great Love Songs - 1999: Premium Gold Collection - 2000: The Divine - 2002: Classic Masters - 2002: The Sheena Easton Collection - 2005: Golden Star - 2008: The Best of Sheena Easton - 2012: The Collection (2 CDs) - 2013: A Private Heaven + Do You (2 CDs) - 2013: You Could Have Been with Me + Madness, Money and Music (2 CDs) - 2014: Original Album Series (Box mit 5 CDs) |

### Singles
| Jahr | Titel Album                                           | Höchstplatzierung, Gesamtwochen, AuszeichnungChartplatzierungen (Jahr, Titel, Album, Platzierungen, Wochen, Auszeichnungen, Anmerkungen) | Höchstplatzierung, Gesamtwochen, AuszeichnungChartplatzierungen (Jahr, Titel, Album, Platzierungen, Wochen, Auszeichnungen, Anmerkungen) | Höchstplatzierung, Gesamtwochen, AuszeichnungChartplatzierungen (Jahr, Titel, Album, Platzierungen, Wochen, Auszeichnungen, Anmerkungen) | Höchstplatzierung, Gesamtwochen, AuszeichnungChartplatzierungen (Jahr, Titel, Album, Platzierungen, Wochen, Auszeichnungen, Anmerkungen) | Höchstplatzierung, Gesamtwochen, AuszeichnungChartplatzierungen (Jahr, Titel, Album, Platzierungen, Wochen, Auszeichnungen, Anmerkungen) | Anmerkungen                                                                                  |
| Jahr | Titel Album                                           | DE | AT | CH | UK | US | Anmerkungen                                                                                  |
| ---- | ----------------------------------------------------- | --- | --- | --- | --- | --- | -------------------------------------------------------------------------------------------- |
| 1980 | Modern Girl Take My Time                              | — | — | — | UK8 Silber · (15 Wo.)UK | US18 (18 Wo.)US |                                                                                              |
| 1980 | 9 to 5 (Morning Train) Take My Time                   | — | — | CH3 (8 Wo.)CH | UK3 Gold · (15 Wo.)UK | US1 Gold · (21 Wo.)US | Erstveröffentlichung: 16. Mai 1980                                                           |
| 1980 | One Man Woman Take My Time                            | — | — | — | UK14 (6 Wo.)UK | — |                                                                                              |
| 1981 | Take My Time                                          | DE64 (4 Wo.)DE | — | — | UK44 (5 Wo.)UK | — |                                                                                              |
| 1981 | When He Shines Take My Time                           | — | — | — | UK12 (8 Wo.)UK | — |                                                                                              |
| 1981 | For Your Eyes Only For Your Eyes Only (Soundtrack)    | DE5 (25 Wo.)DE | AT3 (12 Wo.)AT | CH1 (12 Wo.)CH | UK8 (13 Wo.)UK | US4 (25 Wo.)US | Erstveröffentlichung: 5. Juni 1981 Titellied des Films James Bond 007 – In tödlicher Mission |
| 1981 | Just Another Broken Heart You Could Have Been with Me | — | AT17 (4 Wo.)AT | — | UK33 (8 Wo.)UK | — |                                                                                              |
| 1981 | You Could Have Been with Me                           | — | — | — | UK54 (3 Wo.)UK | US15 (18 Wo.)US |                                                                                              |
| 1982 | A Little Tenderness You Could Have Been with Me       | DE58 (7 Wo.)DE | — | — | — | — |                                                                                              |
| 1982 | Machinery Madness, Money and Music                    | — | AT18 (2 Wo.)AT | — | UK38 (5 Wo.)UK | US57 (7 Wo.)US |                                                                                              |
| 1982 | I Wouldn’t Beg for Water Madness, Money and Music     | — | — | — | — | US64 (7 Wo.)US |                                                                                              |
| 1983 | We’ve Got Tonight                                     | DE56 (6 Wo.)DE | AT11 (2 Wo.)AT | — | UK28 (7 Wo.)UK | US6 (18 Wo.)US | Erstveröffentlichung: 24. Januar 1983 mit Kenny Rogers                                       |
| 1983 | Telefone (Long Distance Love Affair) Best Kept Secret | — | — | — | UK84 (2 Wo.)UK | US9 (22 Wo.)US |                                                                                              |
| 1983 | Almost Over You Best Kept Secret                      | — | — | — | UK89 (2 Wo.)UK | US25 (20 Wo.)US |                                                                                              |
| 1984 | Devil in a Fast Car Best Kept Secret                  | — | — | — | — | US79 (3 Wo.)US |                                                                                              |
| 1984 | Strut A Private Heaven                                | DE21 (12 Wo.)DE | — | — | — | US7 (25 Wo.)US |                                                                                              |
| 1984 | Sugar Walls A Private Heaven                          | DE57 (5 Wo.)DE | — | — | UK95 (1 Wo.)UK | US9 (17 Wo.)US | von Prince unter dem Pseudonym Alexander Nevermind geschrieben                               |
| 1985 | Swear A Private Heaven                                | — | — | — | — | US80 (6 Wo.)US |                                                                                              |
| 1985 | Do It for Love Do You                                 | — | — | — | — | US29 (14 Wo.)US |                                                                                              |
| 1986 | Jimmy Mack Do You                                     | — | — | — | — | US65 (6 Wo.)US |                                                                                              |
| 1986 | So Far so Good About Last Night … (Soundtrack)        | — | — | — | — | US43 (12 Wo.)US | vom Soundtrack des Films Nochmal so wie letzte Nacht                                         |
| 1987 | U Got the Look Sign "☮" the Times                     | DE61 (5 Wo.)DE | AT23 (2 Wo.)AT | — | UK11 (9 Wo.)UK | US2 (25 Wo.)US | Duett mit Prince                                                                             |
| 1988 | The Lover in Me                                       | DE26 (10 Wo.)DE | — | CH25 (6 Wo.)CH | UK15 (8 Wo.)UK | US2 (25 Wo.)US | Erstveröffentlichung: 11. Oktober 1988                                                       |
| 1989 | Days Like This The Lover in Me                        | — | — | — | UK43 (3 Wo.)UK | — |                                                                                              |
| 1989 | 101 The Lover in Me                                   | — | — | — | UK54 (2 Wo.)UK | — | von Prince unter dem Pseudonym Joey Coco geschrieben                                         |
| 1989 | The Arms of Orion Batman (Soundtrack)                 | — | — | — | UK27 (7 Wo.)UK | US36 (14 Wo.)US | Duett mit Prince, von dessen Album Batman                                                    |
| 1991 | What Comes Naturally                                  | — | — | — | — | US19 (15 Wo.)US | Erstveröffentlichung: 13. Mai 1991                                                           |
| 2000 | Giving Up Giving In Fabulous                          | — | — | — | UK54 (2 Wo.)UK | — |                                                                                              |

Weitere Singles
| - 1982: Are You Man Enough - 1982: Ice Out in the Rain - 1984: Back in the City - 1984: La noche y tu (mit Dyango) - 1984: Me gustas tal como eres (mit Luis Miguel) - 1984: Todo me recuerda a ti - 1984: Hungry Eyes - 1986: Magic of Love - 1986: It’s Christmas All over the World - 1987: Eternity - 1989: Follow My Rainbow - 1989: No Deposit, No Return - 1991: You Can Swing It - 1991: To Anyone - 1992: Forever Friends | - 1992: A Dream Worth Keeping - 1993: The Miracle of Love - 1993: The Nearness of You - 1995: My Cherie - 1995: Too Much in Love - 1995: Flower in the Rain - 1997: Love Me with Freedom - 1997: When You Speak My Name - 1997: Modern Girl ’97 - 1998: The Place Where We Belong (mit Jeffrey Osborne) - 1999: Carry a Dream - 1999: My Treasure Is You - 2000: Can’t Take My Eyes off You - 2001: Love Is in Control |

### Beteiligungen an Soundtracks
- For Your Eyes Only [Titel Song / For Your Eyes Only], 1981
- Santa Claus [Song / It’s Christmas All over the World], 1985
- About Last Night… [Songs: So Far so Good / Natural Love], 1986
- Miami Vice III [Song / Follow My Rainbow], 1988
- Batman [Song: The Arms of Orion (Duett mit Prince)], 1989
- FernGully – Christa und Zaks Abenteuer im Regenwald [Song / A Dream Worth Keeping], 1992
- Indecent Proposal [Song / The Nearness of You], 1993
- Body Bags [Music Score von John Carpenter & Jim Lang], 1993
- Shiloh [Song / Are There Angels?], 1996
- All Dogs Go to Heaven 2 [Songs: Count Me Out / I Will Always Be with You (Duett mit Jesse Corti) / It’s Too Heavenly Here (Duett mit Jesse Corti)], 1996
- Barney’s Great Adventure [Songs: Goodnight / I Love You (Duett mit Take 6 & Jeffrey Osborne)], 1998
- Marco [Song / Carry a Dream], 1999
- Lost Odyssey [Songs: What You Are / Eclipse of Time], 2007
- Disney’s Phineas and Ferb: Across the 1rst and 2nd Dimensions [Songs: When Will He Call Me? / Happy Evil Love Song (Duett mit Danny Jacob)], 2011

## Filmografie

### Filme (Auswahl)
- 1981: James Bond 007 – In tödlicher Mission (For Your Eyes Only) – sich selbst [Mit Roger Moore]
- 1993: David Copperfield [Duett mit Julian Lennon / Is There Anyone?] – Agnes
- 1993: Ein unmoralisches Angebot (Indecent Proposal) – sich selbst [Mit Robert Redford, Demi Moore]
- 1993: Hubi, der Pinguin [Duett mit Barry Manilow / Now and Forever]
- 1993: Body Bags (John Carpenter presents Body Bags) – Megan [Mit Stacy Keach]
- 1994: Tek War – Krieger der Zukunft (TekWar) – Warbride [Mit William Shatner]
- 1995: Real Ghosts – Janet
- 1995–1996: Gargoyles – Auf den Schwingen der Gerechtigkeit – Various
- 1996: Road Rovers – The Groomer
- 1996: Charlie – Ein himmlischer Held – Sasha La Fleur [Mit Ernest Borgnine]
- 1997: Duckman – Private Dick/Family Man – Betty
- 1998: Charlie – Eine himmlische Weihnachtsgeschichte – Sasha La Fleur [Mit Ernest Borgnine]
- 1999: Expedition der Stachelbeeren (The Wild Thornberrys) – Mother Kangaroo
- 2004: Scooby Doo und das Ungeheuer von Loch Ness – Professor Fiona Pembrooke
- 2005: Young Blades – Queen Anne

### Musicals / TV Specials (Auswahl)
- 1982: Live at the Palace (Konzert in Hollywood) – sich selbst
- 1982: Sheena Easton (UK TV Special) – sich selbst
- 1983: Act 1 (US TV Special) – sich selbst [Mit Kenny Rogers, Al Jarreau, Johnny Carson]
- 1991: Der Mann von La Mancha – Aldonza/Dulcinea [Mit Raoul Julia]
- 1996: Swing Alive! At the Hollywood Palladium – sich selbst
- 1996: Grease – Betty Rizzo
- 1998: The Wizard of OZ (Radio Musical) – Dorothy
- 2000: At the Copa – Ruby Bombay [Mit David Cassidy]
- 2005: Joseph and the Amazing Technicolor Dreamcoat – Erzählerin

### Gastrollen (Auswahl)
- 1987–1988: Miami Vice (Fernsehserie, fünf Folgen) – Caitlin Davies-Crockett
- 1987: Prince – Sign O’ the Times (Konzertfilm; Duett mit Prince im Song U Got the Look)
- 1988: The Garry Shandling Show – sich selbst
- 1989: Just Say Julie – sich selbst
- 1993: Highlander (Fernsehserie, eine Folge) – Annie Devlin
- 1993: Jack’s Place (Fernsehserie, eine Folge) [Songs: Someone to Watch over Me / I Will Always Love You] – Gwen
- 1993: Die Abenteuer des Brisco County jr. (The Adventures of Brisco County, Jr., Fernsehserie, eine Folge) – Crystal Hawks
- 1996: Outer Limits – Die unbekannte Dimension (The Outer Limits, Fernsehserie, eine Folge: Falling Star) [Songs: Dance Away the Blues / Flower in the Rain] – Melissa McCammon
- 1999: Chicken Soup for the Soul (Fernsehserie, eine Folge) – Vicky

## Auszeichnungen
Grammy
- 1981: als „Best New Artist“
- 1984: für Me gustas tal como eres – gemeinsam mit Luis Miguel als „Best Mexican-American/Tejano Music Performance“

MTV Video Music Awards
- 1988: Prince (feat. Sheena Easton) – U Got the Look Best Male Video, Best Stage Performance in a Video